# Monterreyi nemzetközi repülőtér
A Monterreyi nemzetközi repülőtér (spanyol nyelven: Aeropuerto Internacional General Mariano Escobedo) (IATA: MTY, ICAO: MMMY) Mexikó egyik jelentős nemzetközi repülőtere, amely Monterrey közelében található. Éves utasforgalma 13 326 936 fő (2023). A repülőtér Mexikó 5., Észak-Amerika 50. legforgalmasabb repülőtere volt 2022-ben.

## Futópályák
A repülőtér futópályái:
- 11/29 (3000 m, 45 m, aszfalt)
- 16/34 (1801 m, 30 m, aszfalt)

## Forgalom
Az utasforgalom az elmúlt években az alábbi módon változott:
| Utasok száma | 3 199 725 | 3 446 469 | 4 293 816 | 6 559 613 | 5 380 412 | 6 105 910 | 8 461 917 | 10 733 186 | 4 994 170 | 13 326 936 |
|              | 1998      | 2002      | 2004      | 2007      | 2010      | 2012      | 2015      | 2018       | 2020      | 2023       |